# 角香螺
角香螺（学名：Hemifusus crassicaudus），是新腹足目香螺科Hemifusus属的一种。主要分布于韩国、台湾，常生活于温带及热带海域10－50米深的浅海沙泥底。